# Ejn ha-Emek
Ejn ha-Emek (hebrejsky עֵין הָעֵמֶק,„Oko údolí“, v oficiálním přepisu do angličtiny En HaEmeq, přepisováno též Ein HaEmek) je vesnice typu mošav v Izraeli, v Severním distriktu, v Oblastní radě Megido.

## Geografie
Leží v nadmořské výšce 250 metrů, v horách Ramat Menaše, cca 15 kilometrů východně od břehů Středozemního moře. Je situována v zemědělsky využívané a jen z menší části zalesněné pahorkatině, která se východně od vesnice svažuje do Jizre'elského údolí. Poblíž vesnice začíná vádí Nachal ha-Šofet, které vede do Jizre'elského údolí. K Středozemním moři vedou vádí Nachal Tut a Nachal Boded, která začínají západně od vesnice.
Nachází se cca 67 kilometrů severovýchodně od centra Tel Avivu a cca 22 kilometrů jihojihovýchodně od centra Haify. Ejn ha-Emek obývají Židé, přičemž osídlení v tomto regionu je etnicky převážně židovské. Vesnice leží na jihozápadním okraji židovského města Jokne'am. Oblast vádí Ara, kterou obývají izraelští Arabové, leží cca 10 kilometrů jižním směrem. Hřbet horského masivu Karmel, na kterém stojí drúzská sídla, se nachází 5 kilometrů severně odtud.
Obec Ejn ha-Emek je na dopravní síť napojena pomocí lokální silnice číslo 672, jež sem odbočuje z dálnice číslo 70 a vede pak k jihu, přičemž propojuje všechny vesnice v masivu Ramat Menaše.

## Dějiny
Ejn ha-Emek byl založen roku 1944. Jeho zakladateli byla skupina Židů původem z Kurdistánu, kteří do tehdejší Palestiny dorazili ve 30. letech 20. století. Část z této přistěhovalecké vlny se rozhodla pro založení zemědělských komunit. Židovská agentura pro ně vybrala tuto oblast, tehdy jen s řídkou sítí židovských osad. Zakladatelské jádro tvořilo cca 30 rodin. Šlo o sedmou židovskou vesnici zřízenou v tomto regionu. Během války za nezávislost v roce 1948 probíhaly v okolí těžké boje.
Koncem 40. let 20. století měl Ejn ha-Emek rozlohu katastrálního území 2 000 dunamů (2 kilometry čtvereční).
Jméno vesnice odkazuje na polohu na vyhlídce směrem do Jizre'elského údolí. Původně se zaměřovala výlučně na zemědělství a šlo o družstevně hospodařící komunitu typu mošav. Od 80. let 20. století probíhá odklon od farmaření a větší část obyvatel se živí ve službách nebo za prací dojíždí.
V obci funguje obchod, zdravotní středisko, synagoga, knihovna a zařízení předškolní péče. Základní škola je v nedaleké vesnici Ejn ha-Šofet, děti z nábožensky orientovaných rodin docházejí do školy v Eljakim.

## Demografie
Obyvatelstvo Ejn ha-Emek je smíšené, tedy sekulární i nábožensky založené. Podle údajů z roku 2014 tvořili populaci v Ejn ha-Emek Židé (včetně statistické kategorie "ostatní", která zahrnuje nearabské obyvatele židovského původu ale bez formální příslušnosti k židovskému náboženství).
Jde o menší sídlo vesnického typu s dlouhodobě mírně rostoucím počtem obyvatel. K 31. prosinci 2014 zde žilo 746 lidí. Během roku 2014 populace stoupla o 4,0 %.
| Rok            | 1948 | 1961 | 1972 | 1983 | 1995 | 2001 | 2003 | 2004 | 2005 | 2006 | 2007 | 2008 | 2009 | 2010 | 2011 | 2012 | 2013 | 2014 |
| -------------- | ---- | ---- | ---- | ---- | ---- | ---- | ---- | ---- | ---- | ---- | ---- | ---- | ---- | ---- | ---- | ---- | ---- | ---- |
| Počet obyvatel | 248  | 308  | 307  | 420  | 506  | 586  | 609  | 625  | 656  | 670  | 689  | 693  | 681  | 694  | 722  | 724  | 717  | 746  |